# 行田郵便局
行田郵便局（ぎょうだゆうびんきょく）は埼玉県行田市にある郵便局。民営化前の分類では集配普通郵便局であった。

## 概要
住所：〒361-8799 埼玉県行田市行田18-23

### 分室
分室はなし。過去に存在した分室は以下のとおり。
- 保険分室 - 1958年（昭和33年）に廃止。簡易生命保険および郵便年金事務のみ取扱。

## 沿革
- 1872年8月4日（明治5年7月1日） - 行田郵便取扱所として開設[1]。
- 1873年（明治6年） - 行田郵便役所となる。
- 1875年（明治8年）1月1日 - 行田郵便局（四等）となる。
- 1880年（明治13年）8月2日 - 為替取扱を開始。
- 1882年（明治15年）5月1日 - 貯金取扱を開始。
- 1892年（明治25年）2月16日 - 行田郵便電信局となる。
- 1903年（明治36年）4月1日 - 通信官署官制の施行に伴い行田郵便局となる。
- 1950年（昭和25年）12月16日 - 行田市大字忍に、保険分室を設置[2]。
- 1956年（昭和31年）11月1日 - 電話通話および和文電報受付事務の取扱を開始。
- 1958年（昭和33年）3月16日 - 保険分室を廃止。
- 1962年（昭和37年）3月 - 局舎新築落成。
- 1972年（昭和47年）7月1日 - 行田大井簡易郵便局の廃止に伴い、取扱事務を承継。
- 1977年（昭和52年）4月1日 - 行田星河簡易郵便局および行田上池守簡易郵便局の廃止に伴い、取扱事務を承継。
- 1991年（平成3年）3月25日 - 北河原郵便局[3]および荒木郵便局から集配業務を移管。
- 1997年（平成9年）7月31日 - 下須戸簡易郵便局の廃止に伴い、取扱事務を承継。
- 1999年（平成11年） - 外国通貨の両替および旅行小切手の売買に関する業務取扱を開始。
- 2007年（平成19年）10月1日 - 民営化に伴い、併設された郵便事業行田支店に一部業務を移管。
- 2012年（平成24年）10月1日 - 日本郵便株式会社発足に伴い、郵便事業行田支店を行田郵便局に統合。

## 取扱内容
- 郵便、印紙、ゆうパック、内容証明
- 貯金、為替、振替、振込、国際送金、外貨両替・トラベラーズチェック、国債、投資信託
- 生命保険、バイク自賠責保険、自動車保険
- ゆうちょ銀行ATM
- 行田市内の集配業務
- ゆうゆう窓口

## 周辺
- 行田市役所
- 行田市産業文化会館（ベルプラス）
- 水城公園
- 忍城址（行田市郷土博物館）

## アクセス
- 秩父鉄道秩父本線（秩父線） 行田市駅から徒歩約7分
- 朝日バス 行田本町停留所下車
- 行田市内循環バス 行田市駅前停留所下車
- 東北自動車道 羽生ICから南西へ約13km、加須ICから西へ約16km
- 埼玉県道128号熊谷羽生線（旧国道125号） 行田郵便局入口交差点から南へ折れてすぐ
- 駐車場あり：8台